# Mecz piłkarski Polska – San Marino (1993)
Mecz piłkarski Polska – San Marino – mecz kwalifikacyjny do Mistrzostw Świata w Piłce Nożnej 1994, który został rozegrany 28 kwietnia 1993 roku na stadionie Widzewa w Łodzi pomiędzy reprezentacją Polski a reprezentacją San Marino. Było to pierwsze spotkanie tych drużyn w grupie B.
Kuriozalny gol dający zwycięstwo biało-czerwonym przeszedł do historii piłki nożnej w Polsce.

## Przed meczem
Zdecydowanymi faworytami tego meczu byli Polacy, którzy dobrze rozpoczęli te kwalifikacje, pokonując u siebie reprezentację Turcji i remisując na wyjeździe z silną reprezentacją Holandii. Natomiast amatorzy z San Marino oprócz nieoczekiwanego bezbramkowego remisu u siebie z Turkami doznali pięciu porażek, zdobywając 1 i tracąc 28 goli. Wszyscy polscy kibice byli pewni zdobycia dwóch punktów, a dziennikarze prześcigali się w domysłach, ile razy bramkarz reprezentacji San Marino będzie musiał wyciągać piłkę z siatki.

## Mecz
Od samego początku reprezentanci Polski razili nieskutecznością i brakiem pomysłu na składne akcje. Nawet mając przed sobą tylko bramkarza drużyny rywali Pierluigiego Benedettiniego, polscy napastnicy tak rozegrali piłkę, że skończyło się pozycją spaloną. Gdyby nie fakt, że piłkarze reprezentacji San Marino także nie byli skuteczni, mogłoby dojść do straty gola. W pierwszej połowie Sanmaryńczycy mogli objąć prowadzenie, ale obrońcy reprezentacji Polski wybili piłkę z linii bramkowej. Także w dwóch innych sytuacjach, najpierw gdy napastnik reprezentacji San Marino znajdując się w sytuacji sam na sam z bramkarzem reprezentacji Polski Aleksandrem Kłakiem posłał piłkę wysoko nad poprzeczką, a potem gdy bramkarz biało-czerwonych popisał się dobrą interwencją po strzale oddanym z rzutu wolnego, Polakom dopisało szczęście.

W 75. minucie spotkania padł niezwykły gol dla reprezentacji Polski. Roman Kosecki ograł rywala pod linią końcową i po efektownym zwodzie dośrodkował piłkę z boku pola karnego, gdzie sprytem i cwaniactwem popisał się Jan Furtok, który nabiegając na piłkę, wbił ją do bramki lewą ręką. Sędzia główny Leslie Mottram ze Szkocji niczego nie zauważył, uznał gola i wskazał na środek boiska pomimo protestów ze strony piłkarzy reprezentacji San Marino. Taki wynik utrzymał się do końca spotkania. Jan Furtok w jednym z wywiadów powiedział: 

[...] Czy strzeliłem ręką? Specjalnie tego nie zrobiłem. To był taki odruch, bo byłem wkurzony tym, że ciągle jest 0−0, presja rośnie, a my ciągle nie strzelamy bramki. Tak wyszło.

## Raport i składy
| 28 kwietnia 1993 | Polska · Jan Furtok 75' | 1−0(0−0)Raport | San Marino | Stadion Widzewa, Łódź · Widzów: 10 000 · Sędzia: Leslie Mottram ( Szkocja) |
|                  |                         |                |            |                                                                            |

|                  |  |                       |  |
|                  |  |                       |  |
| BR               |  | Aleksander Kłak       |  |
|                  |  | Tomasz Wałdoch        |  |
|                  |  | Roman Szewczyk        |  |
|                  |  | Marek Koźmiński       |  |
|                  |  | Roman Kosecki         |  |
|                  |  | Piotr Czachowski      |  |
|                  |  | Leszek Pisz           |  |
|                  |  | Jerzy Brzęczek        |  |
|                  |  | Jacek Ziober          |  |
|                  |  | Jan Furtok            |  |
|                  |  | Andrzej Juskowiak 85' |  |
| Rezerwowi:       |  |                       |  |
|                  |  | Ryszard Staniek 85'   |  |
| Trener:          |  |                       |  |
| Andrzej Strejlau |  |                       |  |

|               |  |                           |  |
|               |  |                           |  |
| BR            |  | Pierluigi Benedettini     |  |
|               |  | Claudio Canti             |  |
|               |  | Mauro Valentini           |  |
|               |  | Luca Gobbi                |  |
|               |  | Mirco Gennari             |  |
|               |  | Loris Zanotti 80'         |  |
|               |  | Marco Mazza               |  |
|               |  | Pier Angelo Manzaroli     |  |
|               |  | Massimo Bonini            |  |
|               |  | Pier Domenico Della Valle |  |
|               |  | Nicola Bacciocchi 71'     |  |
| Rezerwowi:    |  |                           |  |
|               |  | Fabio Francini 80'        |  |
|               |  | Paolo Mazza 71'           |  |
| Trener:       |  |                           |  |
| Giorgio Leoni |  |                           |  |